# Santa Fe (Cebu)
Santa Fe is een gemeente in de Filipijnse provincie Cebu op het eiland Bantayan. Bij de census van 2015 telde de gemeente bijna 29 duizend inwoners.

## Geografie

### Bestuurlijke indeling
Santa Fe is onderverdeeld in de volgende 10 barangays:
| - Hagdan - Hilantagaan - Kinatarkan - Langub - Maricaban | - Okoy - Poblacion - Balidbid - Pooc - Talisay |

## Demografie
Santa Fe had bij de census van 2015 een inwoneraantal van 28.603 mensen. Dit waren 1.333 mensen (4,9%) meer dan bij de vorige census van 2010. Ten opzichte van de census van 2000 was het aantal inwoners gegroeid met 5.647 mensen (24,6%). De gemiddelde jaarlijkse groei in die periode kwam daarmee uit op 1,45%, hetgeen lager was dan het landelijk jaarlijks gemiddelde over deze periode (1,72%).

De bevolkingsdichtheid van Santa Fe was ten tijde van de laatste census, met 28.603 inwoners op 28,05 km², 1019,7 mensen per km².

## Geboren in Santa Fe
- Regalado Maambong (2 januari 1939), politicus en rechter (overleden 2011).